# Видгельмир

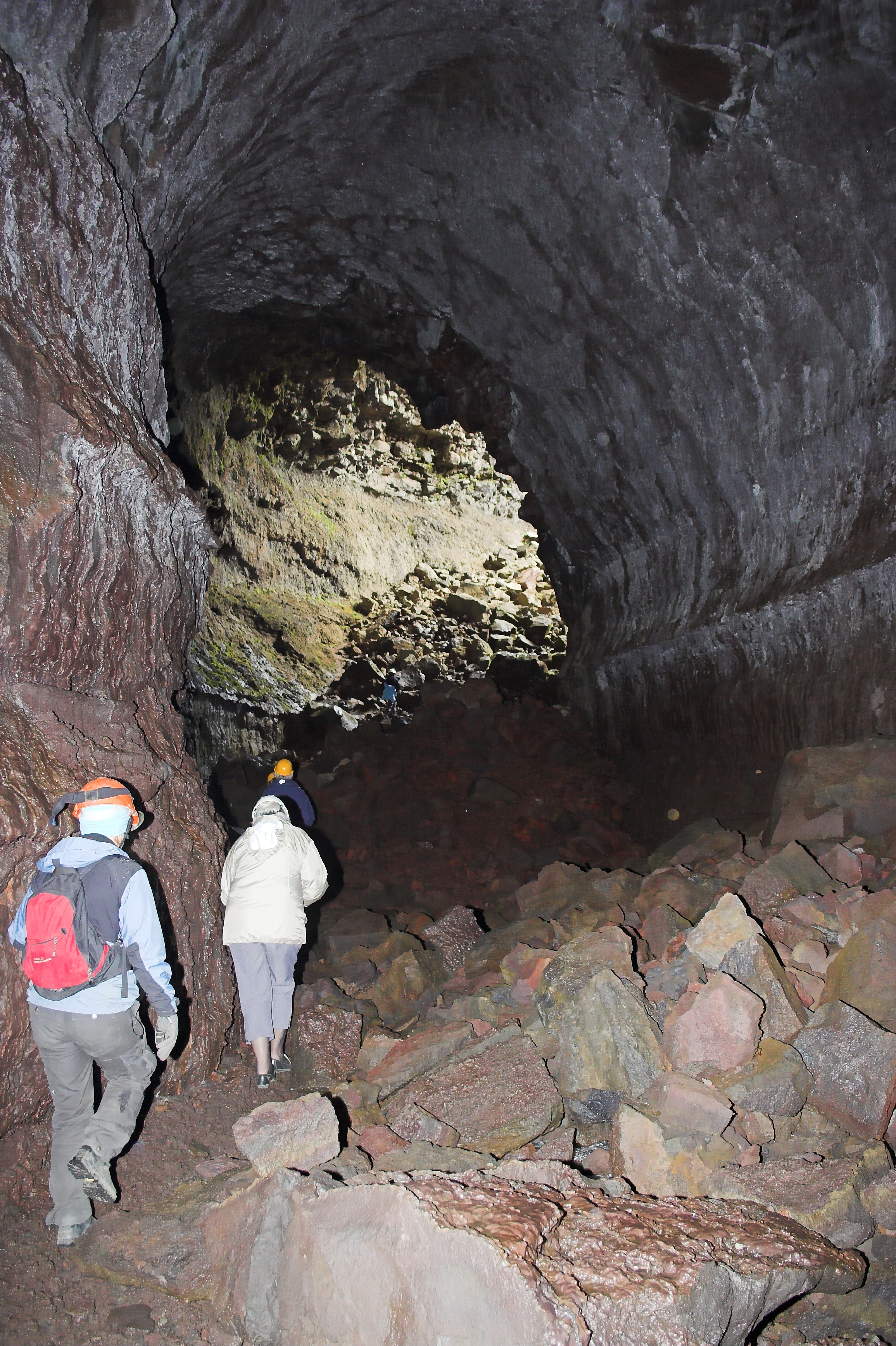
Внутри пещеры Видгельмир.

Видгельмир (исл. Víðgelmir) — лавовая трубка, расположенная на западе  Исландии на лавовом поле Хадльмюндархрёйн примерно в 2 км к юго-востоку от фермы Фльоутстунга (исл. Fljótstunga). Свод пещеры обвалился, создав два отверстия с северного края трубки, являющиеся единственными известными входами в пещеру. Видгельмир имеет 1585 м в длину, самая крупная часть прохода  достигает высоты 15.8 м и ширины 16.5 м. Пещера широка у входа, но в некоторых местах сужается.
Обнаружены свидетельства того, что пещера была населена в эпоху викингов.
Лавовые трубки образуются, когда лава малой вязкости образует непрерывную твердую корку, которая, утолщаясь, создает свод над потоком жидкой лавы. Когда извержение прекращается, жидкая лава течет под образовавшейся коркой и, стекая, оставляет пустую лавовую трубку. Среди других известных лавовых трубок Исландии можно упомянуть Сурсхедлир и Стеваунсхедлир.